# Leon Best
Leon Best, född den 19 september 1986, är en irländsk fotbollsspelare (anfallare) som spelar för Brighton & Hove Albion FC, på lån från Blackburn Rovers FC. Leon Best kom till Blackburn Rovers från Newcastle United FC. Han debuterade i Irlands herrlandslag i fotboll 2009.